# 無量浄天
無量浄天（むりょうじょうてん　梵：Appamāṇasubhā）は、三界のうち、色界18天の下位から数えて第8番目の天。色界第三禅の第2番目の天。
この天は、楽受（楽しき感覚）があり、下部の少浄天に比較すると、勝妙で量りがたいので、無量浄天と名づく。
『雑阿毘曇心論』『彰所知論』は、この天での天部の身長が32由旬、寿命が32劫とする。また『仏説立世阿毘曇論』は、寿命を3.5劫とする。
上部の遍照天と下部の少浄天の間に位置する天。